# Манфредини, Томас
То́мас Манфреди́ни (итал. Thomas Manfredini; род. 27 мая 1980, Феррара, Эмилия-Романья) — итальянский футболист, защитник. Тренер Сан-маринского клуба Ла-фиорита, сыграл в 10 клубов и 1 сборную за Всё время.

## Карьера
Томас Манфредини уже в начале своей карьеры прославился игрой за «Удинезе». За пять лет игры в «Удинезе», Томас зарекомендовал себя как надёжный защитник, умеющий построить игру своей команды.
После сезона 2004/05 Манфредини был арендован клубом «Фиорентина». Не сумев попасть в основной состав «фиалковых», он просидел весь сезон на скамейке запасных.
Следующей командой, которая взяла в аренду Томаса, была «Катания». Но уже после первой половины сезона 2005/06 Томас Манфредини был куплен клубом «Аталанта». Не закрепившись и здесь в основе, Томас был отдан в аренду в такие клубы, как «Римини» и «Болонья».
В январе 2013 года перешёл из «Аталанты» в «Дженоа».
В январе 2014 года стал игроком «Сассуоло».

## Достижения
- Обладатель Кубка Интертото: 2000